# Stair House
Stair House je kuća s kraja 16. ili početka 17. stoljeća u blizini sela Stair, u Ayrshireu, Škotska. Bilo je to rodno mjesto plemića pod imenom Johna Dalrymplea, 1. grofa od Staira (1648. – 1707.).  Ostaje u upotrebi kao kuća, te je građevina kategorije A.
U 20. stoljeću bio je u vlasništvu Roberta 'Bobbyja' Corbetta, drugog sina lorda Rowallana. Njegov grob se nalazi u stubištu crkve. 